# Lompolojoki
Lompolojoki (moerasrivier) is een riviertje dat stroomt in de Finse gemeente Kolari in de regio Lapland. De rivier verzorgt de afwatering van het meer Lompolojärvi. Ze is ongeveer 12 kilometer lang. Ze behoort net als haar Zweedse tegenhanger tot het stroomgebied van de Torne.
Afwatering: Lompolojoki → Muonio →  Torne → Botnische Golf
De Zweedse naamgenoot is Lompolorivier